# Julie Guinand
 (mai 2025).
L'article doit être relu — et modifié si nécessaire — par des contributeurs indépendants pour apporter un regard critique aux contributions effectuées en violation des conditions d'utilisation de Wikipédia, tant sur la forme (notamment concernant le style encyclopédique, la proportionnalité) que sur le fond (la neutralité de point de vue, la qualité et l'indépendance des sources).
Julie Guinand, née à La Chaux-de-Fonds en 1989, est une autrice suisse.

## Biographie
Julie Guinand est née à La Chaux-de-Fonds en 1989. Elle a grandi dans la région, où elle situe plusieurs de ses ouvrages et nouvelles,. Elle est détentrice d’un Master en Littératures et Histoire de l’art de l’Université de Neuchâtel,.
En 2016, elle publie le recueil de nouvelles Dérives asiatiques aux éditions d’autre part,. En 2018, son livre Hors-la-loi, un western comique localisé à La Chaux-de-Fonds, paraît chez Paulette éditrice. En 2019, elle publie Survivante, journal postapocalyptique situé sur les bords du Doubs, aux éditions d'autre part. Pour ce roman, elle remporte le Prix littéraire de la Commission intercanontale de Berne et du Jura,,,, ainsi que le Prix Auguste Bachelin 2021. Le livre figure à la sélection du Prix du Roman des romands pour l’édition 2020-2021,. En 2022, une traduction en anglais de Rosie Eyre paraît chez Stranger Press sous le titre Survivor. La même année parait une traduction en turc par Füsun Rama aux éditions Fihrist, sous le titre Sağ Kalan. En 2023, les éditions gai saber publient une traduction allemande d’Aurelia Zanetti, Die Überlebende.
Elle publie également des nouvelles dans les anthologies Reportages climatiques (d’autre part, 2015), et Carnets ferroviaires (Zoé, 2017).
En 2012 elle co-fonde le Collectif AJAR. Elle fait partie de la structure jusqu'en 2024. Elle participe à l’écriture du roman collectif de l’AJAR Vivre près des tilleuls paru aux Éditions Flammarion en 2016,,,. En qualité d’invitée culturelle, elle présente l’ouvrage au 12h45 de la RTS (8 septembre 2016) au côté de l’écrivain suisse Matthieu Ruf.
Elle est lauréate du Prix interrégional jeunes auteurs 2007 et 2008. Elle a reçu la Bourse à la création littéraire du Canton de Neuchâtel 2016, la Bourse à la création littéraire de la Ville de Lausanne 2018 et une bourse de création littéraire Pro Helvetia en 2022.
En 2014, elle séjourne à la Cité internationale des arts de Paris. Elle est invitée aux éditions 2016 et 2020 du Livre sur les quais.
Elle anime des ateliers d’écriture dans les classes, y compris dans le cadre du projet international Roman d’École/Schulhausroman du JULL.
Elle travaille dans une crèche.

### En collectif
- Avec le collectif AJAR, Vivre près des tilleuls, Paris, Flammarion, 2016 (ISBN : 978-2-08-138919-9)